# Martina Strähl
Martina Strähl (ou Martina Straehl), née le 7 mai 1987, est une marathonienne et athlète de course à pied suisse de haut niveau spécialisée en course de montagne. Elle est notamment championne du monde de course de montagne longue distance 2015.

## Biographie
Martina débute l'athlétisme à 12 ans et se distingue rapidement. Elle est cependant victime de problèmes de santé à cause de son corps très fragile qui lui cause de nombreuses fractures de fatigue. Elle trouve dans la course en montagne une discipline moins stressante pour son corps.
Entre 2006 et 2015, elle est très active en course en montagne. À 19 ans, elle remporte la médaille d'argent au Trophée mondial de course en montagne 2006 et remporte le premier de ses huit titres nationaux. Elle remporte deux titres de championne d'Europe en 2009 et 2011.
Après quatre podiums consécutifs à Morat-Fribourg, elle remporte enfin la victoire en 2013. Cette année, elle débute également en marathon et remporte celui de Lucerne.
Elle remporte le marathon de Zermatt 2015, qui compte alors comme épreuve des championnats du monde de course en montagne longue distance et remporte ainsi le titre. Elle décroche également la médaille d'or par équipe avec Daniela Gassmann-Bahr et Jasmin Nunige.
Elle prend part au marathon de Berlin 2015 où elle termine 24e en 2 h 36 min 58 s et souffre énormémement. Elle songe à renoncer au marathon mais s'y remet quand même.
Elle se qualifie pour le marathon des championnats du monde d'athlétisme 2017 à Londres mais ne peut pas y prendre part. Une fatigue du sacrum lui cause une hémorragie interne qui lui fait perdre les deux tiers de son sang et doit lutter pour survivre.
Elle termine deuxième du semi-marathon de Berlin 2018 en 1 h 9 min 29 s, établissant ainsi un nouveau record national.
Le 19 mai 2018, Martina Strähl remporte le Grand Prix de Berne en 53 min 49 s.
Elle abaisse son record personnel du marathon en 2 h 28 min 7 s en terminant septième des championnats d'Europe d'athlétisme 2018 à Berlin et signe la troisième meilleure performance nationale derrière Franziska Rochat-Moser et Maja Neuenschwander, puis remporte le marathon de la Jungfrau pour la seconde fois.
Elle se blesse au pied fin 2018 et doit faire une pause pendant sept mois. Elle fait son retour gagnant à la Hellebardenlauf de Sempach en établissant un nouveau record féminin du parcours. Elle remporte ensuite le semi-marathon de Zermatt.
Après de nombreuses blessures et plusieurs années passées hors des grandes compétitions, elle décide de mettre un terme à sa carrière sportive en automne 2024.

## Palmarès

### Route/piste
| Année | Compétition                            | Lieu          | Place | Épreuve          | Performance     |
| ----- | -------------------------------------- | ------------- | ----- | ---------------- | --------------- |
| 2009  | Course féminine suisse                 | Berne         | 3e    | 5 kilomètres     | 16 min 30 s     |
| 2009  | Morat-Fribourg                         | Fribourg      | 2e    | Course populaire | 1 h 1 min 44 s  |
| 2009  | Course de la Saint-Sylvestre de Zurich | Zurich        | 3e    | Course populaire | 20 min 53 s     |
| 2010  | Championnats suisses d'athlétisme      | Lugano        | 1re   | 5 000 mètres     | 16 min 30 s 91  |
| 2010  | Championnats d'Europe d'athlétisme     | Barcelone     | 10e   | 10 000 mètres    | 33 min 37 s 89  |
| 2010  | Morat-Fribourg                         | Fribourg      | 2e    | Course populaire | 1 h 2 min 41 s  |
| 2011  | Championnats suisses d'athlétisme      | Bâle          | 1re   | 5 000 mètres     | 16 min 36 s 71  |
| 2011  | Morat-Fribourg                         | Fribourg      | 3e    | Course populaire | 1 h 2 min 13 s  |
| 2011  | Course de la Saint-Sylvestre de Zurich | Zurich        | 3e    | Course populaire | 20 min 46 s     |
| 2012  | Morat-Fribourg                         | Fribourg      | 3e    | Course populaire | 1 h 4 min 26 s  |
| 2012  | Course urbaine de Bâle                 | Bâle          | 3e    | Course populaire | 28 min 58 s     |
| 2013  | Morat-Fribourg                         | Fribourg      | 1re   | Course populaire | 1 h 3 min 2 s   |
| 2013  | Marathon de Lucerne                    | Lucerne       | 1re   | Marathon         | 2 h 39 min 14 s |
| 2014  | Championnats d'Europe d'athlétisme     | Zurich        | 33e   | Marathon         | 2 h 42 min 21 s |
| 2015  | Course urbaine de Bâle                 | Bâle          | 2e    | Course populaire | 19 min 59 s     |
| 2015  | Course de l'Escalade                   | Genève        | 3e    | Course populaire | 24 min 51 s     |
| 2015  | Course de la Saint-Sylvestre de Zurich | Zurich        | 1re   | Course populaire | 21 min 53 s     |
| 2016  | Championnats suisses de 10 km          | Saint-Maurice | 1re   | 10 kilomètres    | 33 min 56 s 7   |
| 2016  | Semi-marathon du lac d'Annecy          | Annecy        | 3e    | Semi-marathon    | 1 h 11 min 50 s |
| 2016  | Grand Prix de Berne                    | Berne         | 2e    | 10 miles         | 57 min 3 s      |
| 2016  | Championnats d'Europe d'athlétisme     | Amsterdam     | 15e   | Semi-marathon    | 1 h 12 min 55 s |
| 2016  | Morat-Fribourg                         | Fribourg      | 1re   | Course populaire | 1 h 1 min 5 s   |
| 2016  | Course urbaine de Bâle                 | Bâle          | 3e    | Course populaire | 19 min 55 s     |
| 2016  | Course de la Saint-Sylvestre de Zurich | Zurich        | 2e    | Course populaire | 16 min 53 s     |
| 2017  | Semi-marathon de Berlin                | Berlin        | 7e    | Semi-marathon    | 1 h 11 min 59 s |
| 2017  | Grand Prix de Berne                    | Berne         | 2e    | 10 miles         | 57 min 8 s      |
| 2018  | 10 km de Payerne                       | Payerne       | 1re   | 10 kilomètres    | 32 min 56 s 4   |
| 2018  | Semi-marathon de Berlin                | Berlin        | 2e    | Semi-marathon    | 1 h 9 min 29 s  |
| 2018  | Grand Prix de Berne                    | Berne         | 1re   | 10 miles         | 57 min 8 s      |
| 2018  | Championnats d'Europe d'athlétisme     | Berlin        | 7e    | Marathon         | 2 h 28 min 7 s  |
| 2019  | Marathon de Berlin                     | Berlin        | 9e    | Marathon         | 2 h 31 min 24 s |
| 2021  | Jeux olympiques                        | Tokyo         | 51e   | Marathon         | 2 h 39 min 25 s |
| 2022  | Grand Prix de Berne                    | Berne         | 2e    | 10 miles         | 58 min 45 s     |

### Course en montagne
| no  | féminin            | Course                                                      | Longueur | Départ            | Temps           |
| --- | ------------------ | ----------------------------------------------------------- | -------- | ----------------- | --------------- |
| 17e | Médaille d'or      | Championnats suisses de course en montagne                  | 12,0 km  | 19 juin 2006      | 59 min 55 s     |
| 2e  | Médaille d'argent  | Trophée mondial de course en montagne                       | 8,4 km   | 10 septembre 2006 | 47 min 29 s     |
| 22e | Médaille d'argent  | Course des 2 Bains                                          | 10,0 km  | 24 septembre 2006 | 54 min 45 s     |
| 1re | Médaille d'or      | Championnats suisses de course en montagne                  | 8,5 km   | 10 juin 2007      | 46 min 35 s     |
| 4e  | 4e                 | Championnats d'Europe de course en montagne                 | 8,5 km   | 8 juillet 2007    | 53 min 26 s     |
| 31e | Médaille de bronze | Course de Schlickeralm                                      | 11,2 km  | 10 juin 2007      | 1 h 10 min 18 s |
|     | Médaille d'or      | Course de montagne du Hochfelln                             | 8,9 km   | 30 septembre 2007 | 49 min 2 s      |
| 1re | Médaille d'or      | Montée du Grand Ballon                                      | 8,5 km   | 1er mai 2008      | 46 min 42 s     |
| 15e | Médaille d'or      | Course des 2 Bains                                          | 10 km    | 24 mai 2008       | 52 min 52 s     |
| 5e  | 5e                 | Trophée mondial de course en montagne                       | 8,4 km   | 14 septembre 2008 | 45 min 43 s     |
|     | Médaille d'or      | Championnats suisses de course en montagne                  | 12 km    | 5 octobre 2008    | 57 min 17 s     |
| 21e | Médaille d'or      | Championnats suisses de course en montagne                  | 10,6 km  | 20 juin 2009      | 1 h 8 min 57 s  |
| 1re | Médaille d'or      | Championnats d'Europe de course en montagne                 | 9,4 km   | 12 juillet 2009   | 54 min 39 s     |
| 5e  | Médaille d'or      | Championnats suisses de course en montagne                  | 9,5 km   | 10 juillet 2010   | 52 min 16 s     |
| 3e  | Médaille de bronze | Championnats du monde de course en montagne                 | 8,5 km   | 5 septembre 2010  | 50 min 42 s     |
| 1re | Médaille d'or      | Championnats d'Europe de course en montagne                 | 8,5 km   | 10 juillet 2011   | 48 min 44 s     |
| 26e | Médaille d'or      | Championnats suisses de course en montagne                  | 13 km    | 14 août 2011      | 59 min 46 s     |
| 9e  | 9e                 | Championnats d'Europe de course en montagne                 | 8,8 km   | 6 juillet 2013    | 56 min 25 s     |
| 26e | Médaille de bronze | Marathon de la Jungfrau                                     | 42,2 km  | 14 septembre 2013 | 3 h 25 min 23 s |
| 18e | Médaille d'or      | Course Montreux-Les-Rochers-de-Naye                         | 18,8 km  | 6 juillet 2014    | 1 h 46 min 9 s  |
| 14e | Médaille d'or      | Championnats suisses de course en montagne                  | 12 km    | 22 juin 2015      | 57 min 29 s     |
| 19e | Médaille d'or      | Championnats du monde de course en montagne longue distance | 42,2 km  | 4 juillet 2015    | 3 h 21 min 38 s |
| 3e  | Médaille d'or      | Glacier 3000 Run                                            | 26 km    | 8 août 2015       | 2 h 33 min 33 s |
| 2e  | Médaille d'or      | Glacier 3000 Run                                            | 26 km    | 6 août 2016       | 2 h 32 min 4 s  |
| 18e | Médaille d'or      | Championnats suisses de course en montagne                  | 13,9 km  | 14 août 2016      | 1 h 3 min 21 s  |
| 11e | Médaille d'or      | Marathon de la Jungfrau                                     | 42,2 km  | 10 septembre 2016 | 3 h 19 min 15 s |
| 10e | Médaille d'or      | Marathon de la Jungfrau                                     | 42,2 km  | 8 septembre 2018  | 3 h 14 min 36 s |

## Records
| Épreuve       | Performance    | Date            | Lieu       |
| ------------- | -------------- | --------------- | ---------- |
| 3 000 mètres  | 9 min 32 s 44  | 10 mai 2018     | Langenthal |
| 5 000 mètres  | 16 min 30 s 91 | 17 juillet 2010 | Lugano     |
| 10 000 mètres | 33 min 11 s 21 | 1er mai 2010    | Ohrdruf    |
| 5 kilomètres  | 16 min 30 s 3  | 14 juin 2009    | Berne      |
| 10 kilomètres | 32 min 57 s    | 4 mars 2018     | Payerne    |
| 15 kilomètres | 52 min 8 s     | 20 mars 2016    | Chiètres   |
| 10 miles      | 56 min 43 s 1  | 9 mai 2015      | Berne      |
| Semi-marathon | 1 h 9 min 29 s | 8 avril 2018    | Berlin     |
| Marathon      | 2 h 28 min 7 s | 12 août 2018    | Berlin     |